# Moritz Willy Stolle
Moritz Willy Stolle (* 23. Dezember 1896 in Gautzsch; † nach 1971) war ein deutscher Schulleiter, Heimatforscher und Schriftsteller.

## Leben und Werk
Er war der Sohn des Frisörs Willy Stolle und dessen Ehefrau Alma geborene Fischer aus Altenburg. Nach dem Schulbesuch absolvierte er eine Ausbildung zum Lehrer. In Dornreichenbach bei Wurzen wurde Stolle Kantor und Schulleiter. Hier wurde er 1933 in den sächsischen Sachverständigenausschuss für Schulfunk gewählt. 1933 machte er sich außerdem als Herausgeber der Wurzener Heimat durch die Sammlung heimatkundlicher Aufsätze, Dichtungen und Sagen einen Namen. Im folgenden Jahr trat er als Lyriker mit seinem Band Das bekränzte Jahr an die Öffentlichkeit. Während des Nationalsozialismus passte er sich an. So stellte er Anfang Dezember 1935 im Italienischen Dörfchen vor der Ortsgruppe Dresden der Reichsschrifttumskammer einige seiner Gedichte vor und ließ sich öffentlich würdigen als einer, der seit langem schon um die völkische Kultur und die Erhaltung einer bäuerlichen Gemeinschaftskultur gekämpft hat. Bereits zuvor hatte er in der Vereinigung Schaffender Künstler in Dresden einige Kostproben seines Schaffens mit dem Bekenntnis zur Heimatscholle abgegeben. Zu diesem Zeitpunkt hatte er sich bereits dauerhaft in Dresden niedergelassen. wo er eine Anstellung als Hauptlehrer erhalten hatte.
1937 war er einer der Preisrichter für den Roman- und Lustspiel-Wettbewerb des Heimatwerkes Sachsen. Bereits zuvor hatte er sich an den vom Heimatwerk Sachsen organisierten Dichterlesungen in sächsischen Schulen im Rahmen der Deutschen Buchwoche 1936 beteiligt.
Im Januar 1939 wurde Stolle als bisheriger Hauptlehrer zum Rektor der 53. Volksschule in Dresden, Fiedlerstraße, ernannt. Im Zweiten Weltkrieg beteiligte er sich u. a. mit Beiträgen in der Sachsenpost an der vom Heimatwerk Sachsen herausgegebenen Zeitschrift für Soldaten. Nach dem Krieg verließ er Dresden und ließ sich in Pfullingen nieder. Dort vertonte 1966 der Komponist Erhart Raubuch eines seiner Gedichte, das Kleine Wiegenlied, für vierstimmigen Männerchor.

## Schriften (Auswahl)
- Die wirksame Arznei. In: Sächsische Heimat, 1924.
- Zur Geschichte des Dorfes Heyda. In: Wurzener Erzähler 1929. Nr. 5.
- Dornreichenbach. In: Wurzener Erzähler 1929. Nr. 21.
- (Herausgeber): Wurzener Heimat. Eine Sammlung heimatkundlicher Aufsätze, Dichtungen und Sagen. Wurzen 1933.
- K. A. Findeisen. Zum 50. Geburtstag des Dichters am 15. Oktober. In: Wurzener Tageblatt vom 14. Oktober 1933.
- Blaue Dämmerstunde. In: Heimatklänge, 1933, S. 872.
- Das bekränzte Jahr. Ein lyrischer Monatsreigen. G. Jacob, Wurzen 1934.
- Text für Kleines Wiegenlied. Komm, mein kleines Engele! 1966.